# Kambuzia Partovi
Kambuzia Partovi (en idioma persa: کامبوزیا پرتوی; Rasht, 11 de noviembre de 1955 – Teherán, 24 de noviembre de 2020) fue un director de cine, guionista y ocasional actor iraní cuya carrera inició en la década de 1980, haciendo su debut con la película Mahi. Asimismo, durante 2013 dirigió Pardé, una de sus últimas películas, junto al renombrado cineasta Jafar Panahi.

## Biografía

### Primeros años y primeras películas
Partovi nació en la localidad de Rasht, capital de la provincia de Guilán en el noroeste de Irán y la ciudad más grande en la costa del mar Caspio. Luego de estudiar artes teatrales en la escuela, escribió una gran cantidad de guiones para producciones de televisión.
Luego de debutar como director con la película Mahi, en 1988 dirigió el largometraje Golnar, una producción infantil centrada en la vida idílica de Golnar, una joven que vive con sus abuelos, y en sus rutinas diarias y su estilo de vida. Dos años después dirigió The Singer Cat, un nuevo largometraje orientado a la audiencia infantil que cuenta la historia de Hasani, un huérfano que vive con su pequeña hermana Goldouneh en un hogar de paso. En 1992 incursionó en el género dramático con The Adult  Game.

### Reconocimiento
En The Legend of Two Sisters de 1994 contó la historia de dos hermanas de origen humilde que escapan de una boda arreglada y se adentran en lo profundo del bosque para buscar a un hombre que aparentemente puede salvarlas, para terminar cayendo en la trampa de un malvado cazador que pondrá a prueba su fe. Tres años después retomó sus temáticas clásicas al dirigir Naneh Lala va bacheharesh, cinta que relata la historia de una anciana llamada Naneh Lala que debe enfrentar la demolición de su casa y no tiene la forma de pedir ayuda a sus hijos, que hace mucho tiempo han abandonado el hogar. Por su desempeño, Partovi ganó el premio a mejor director en el International Festival of Films for Children and Young People en 1998.
Su película de 2007 Café Transit recibió una mención especial en el Festival Internacional de Cine de Mar del Plata en Argentina y fue seleccionada para representar a Irán en los Premios Óscar en la categoría de mejor película extranjera. El filme, protagonizado por Fereshteh Sadre Orafaiy, Parviz Parastui, Nikos Papadopoulos, Svieta Mikalishina y Kostas Vantzos, relata la historia de una viuda de mentalidad independiente que se resiste a ciertas tradiciones de su país que considera ridículas.

### Últimos años y fallecimiento

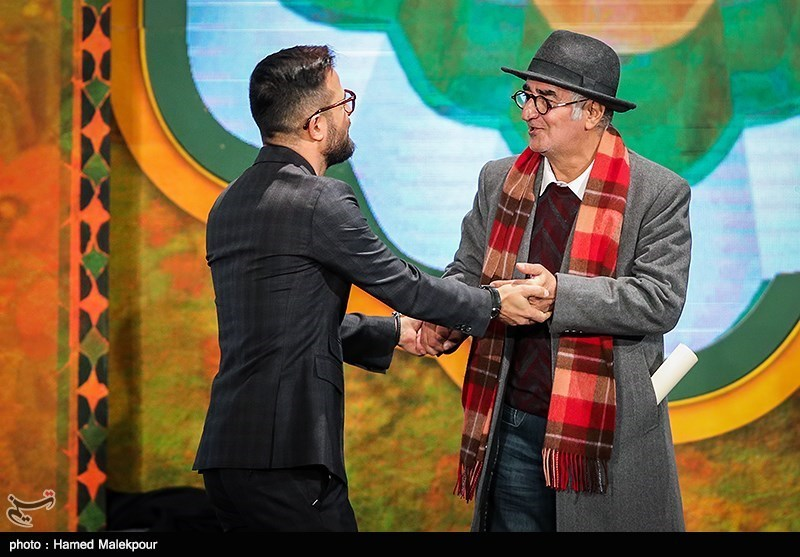
Partovi en la edición número 36 del Festival Internacional de Cine de Fajr

En 2013 protagonizó y codirigió el largometraje Pardé con el destacado cineasta iraní Jafar Panahi, para quien había escrito el guion de la película The Circle en el año 2000, único filme de Irán que ha podido ganar el prestigioso León de Oro en el Festival de Cine de Venecia. Ganadora de un Oso de Plata en el Festival de Cine de Berlín en la categoría de mejor guion, Pardé cuenta la historia de un guionista que se esconde del mundo con sólo su perro como compañía en una casa aislada junto al mar con las cortinas cerradas. Su tranquilidad abruptamente se rompe cuando una joven mujer le pide refugio para esconderse de las autoridades. Partovi interpretó el papel principal, acompañado de Maryam Moghadam, Hadi Saeedi, Azadeh Torabi y el propio Panahi en un cameo.
En 2015 escribió el guion para la cinta de corte épico Muhammad, la película más costosa en la historia del cine iraní. Su última película, Kamion, fue estrenada en Irán en 2018 y contó con la participación de Niki Karimi y Saeed Aghakhani. Aunque no tuvo tanta repercusión como Pardé, obtuvo cuatro nominaciones y un galardón en el Festival Internacional de Cine de Fajr el mismo año de su estreno.
Partovi falleció el 24 de noviembre de 2020 en el hospital Dey de Teherán a los sesenta y cuatro años a causa de complicaciones con el COVID-19. En un mensaje de condolencia en su página oficial, la Fundación Farabi lo recordó como "uno de los cineastas más influyentes de la industria del cine iraní".

## Filmografía destacada

### Como guionista
- 2000 - The Cirle
- 2015 - Muhammad

### Como director
- 2018 - Kamion
- 2013 - Pardé
- 2005 - Café Transit
- 1997 - Naneh Lala va bacheharesh
- 1994 - Afsaneh do khahar
- 1992 - Bazi-e bozorgan
- 1991 - Gorbe-ye avaze-khan
- 1989 - Golnar
- 1989 - Mahi